# Helophilus chui
Helophilus chui är en tvåvingeart som beskrevs av Li 1995. Helophilus chui ingår i släktet kärrblomflugor, och familjen blomflugor. Inga underarter finns listade i Catalogue of Life.